# Alegeri în Cipru
Alegeri în Cipru oferă informații despre alegeri și rezultatele alegerilor în Cipru.
Cipru alege la nivel național, un șef de stat – președinte – și un forum legislativ. Alegerea președintelui este directă, prin sufragiu universal, vot secret. Votul este obligatoriu și fiecare cetățean în vârstă de peste 18 ani, trebuie să voteze, prin lege. Președintele este ales pentru un mandat de cinci ani de către oameni. Alegerea unui nou președinte are loc înainte de expirarea perioadei de cinci ani a mandatului președintelui de ieșire, astfel încât să permită Președintele nou-ales să fie investit la data la care expiră perioada.
Candidați pentru alegeri trebuie să fie cetățeni ai Republicii Cipru și peste 35 de ani. Dacă există un singur candidat la alegeri, el este declarat ales. Un candidat ca sa fi ales are nevoie de mai mult de 50% din voturile valabil exprimate. Dacă niciunul dintre candidați nu atinge majoritatea necesară alegerile se repetă în ziua corespunzătoare a săptămânii următoare între cei doi candidați care au primit numărul  mai mare de voturi. Candidatul care primește cel mai mare număr de voturi la aceste alegeri repetate se consideră ales. Dacă există un post vacant în biroul prezidențial, postul vacant este completat prin alegeri care au loc într-o perioadă care nu depășește 45 de zile de la apariția unui astfel de post vacant
În caz de absență sau incapacitate temporară a președintelui pentru îndeplinirea sarcinilor sale, președintele Camerei Reprezentanților acționează pentru el
Camera Reprezentanților (Vouli Antiprosópon / Temsilciler Meclisi) are 59 de membri aleși pentru un mandat de cinci ani, 56 de membri, prin reprezentarea proporțională și 3 membri observatori reprezentând maronit, romano-catolici și minoritățile armeană. 24 de locuri sunt alocate pentru comunitatea turcă. Cipru are un sistem pluripartit, cu două sau trei partide puternice și un terț care este succesul electoral.
În conformitate cu articolul 62 alineatul (1) din Constituție numărul reprezentanților este de 50. Din acest număr de 35 sunt aleși de către greci comunității cipriote și 15 de către comunității cipriote turce. Locuri cipriot - turce  rămân vacante, deoarece în 1964, când reprezentanții cipriote turce s-au retras din camera reprezentaților,
Cu toate acestea, pentru buna funcționare a Camerei Reprezentanților și a comitetelor, Camera reprezentanților a decis în iulie 1985 prin adoptarea legii 124, pentru a crește la 80 de locuri. Dintre acestea 56 (70%) sunt aleși de către reprezentanții comunității cipriote elene și 24 (30%) de către comunității cipriote turce, în conformitate cu articolul 62 alineatul (2) din Constituție.

## Trecutul alegerilor
Alegeri și referendumuri în Cipru
Administrația colonială britanică a elaborat o constituție pentru Cipru, la câțiva ani după,  Cipru a fost cumparat de la otomani (1878). Adunare legislativă  avea 9 membri ciprioți greci, 3 membri ciprioti turci (toți aleși) și 6 britanici membri din oficiu. Votul conducătorului britanic al adunării cântarea in majoritateat  cazurilor 50% -50% dezacord. Astfel, în mod tradițional cipriotii turci și membrii britanici au  cooperat și să aprobe  legislația în ciuda neînțelegerilor dintre membrii ciprioti greci. În 1931 Necati Bey, un susținător cipriot turc   alui Kemal Atatürk a fost ales (în anii precedenți membrii ciprioti turci au fost salutati de la clasa conducătoare otomane). Necati Bey a fost de acord cu membrii ciprioti greci pe mai multe probleme. Acest lucru a făcut ca guvernatorul britanic, Sir Ronald Storrs să ignore adunarea la aprobarea facturilor. Supărati membri ciprioți greci au început o răscoală și Constituția a fost abolită
Primele alegeri municipale au avut loc în 1943. Doi dintre primarii câștigători au fost membri ai AKEL: Ploutis Servas în Limassol și Adamantos Adam în Famagusta, și alti șase erau  naționaliștii greci. În 1946 situația a fost inversată: 6 erau fie membri sau sprijinite de AKEL, inclusiv Ioannis Klerides din Nicosia.

## Alegerile prezidențiale
Primele alegeri prezidențiale pentru Cipru independent au avut loc în 1960. Cea mai mare parte a suporterilor EOKA au fost în favoarea lui Makarios al III- lea, în timp AKEL a fost  susținută de  Ioannis Kleridis (tatăl lui Glafkos Klerides). Klerides a fost, de asemenea, susținut de politicieni independenti, ambele extreme,  stânga ca Ploutis Servas și extrema de drepta ca Themistoklis Dervis. Comunitatea  cipriotă turcă l-a  ales pe  Fazil Küçük pentru functia de vicepresedinte fără opoziție.
Următoarele alegeri s-au fixat, în 1965, dar au fost amânate ca urmare a situației extraordinare create de conflicte intercomunale. Mandatul a fost prelungit printr-o lege a Camerei Reprezentanților
Președintele Makarios sa distanțat de la convingerile sale anterioare unirii lui 1968, în campania prezidențială și a pledat pentru independență din Cipru. El a declarat că doreste  unirea dar  în măsură în care  independența este posibilă. Adversarul său a fost psihiatru Takis Evdokas care susținut campania pentru unire. Makarios a câștigat alegerile. Ciprioții turci nu au participat la guvernare (a se vedea disputa Cipru), dar au avut alegeri separate, unde Fazil Küçük a fost reales ca vicepresedinte.
În 1973 a fost reales Makarios fără opoziție. Rauf Denktaș a fost ales vicepresedinte
După moartea lui Macarios, în 1977, președintele  Camerei Reprezentanților,  Spyros Kyprianou, a preluat temporar îmdatoririle până la alegerile din  1978
La alegerile din 1978, Glafkos Klerides a fost susținut de partidul său, în timp ce adunarea  democratul  Spyros Kyprianou, a fost susținut de către celelalte părți cipriote grecești. Ca urmare răpirea fiului lui Kyprianou, Achilleas, Klerides nu a candidat pentru alegeri și a câștigat Kyprianou.
În 1983 Partidul Democrat a lui Kyprianou (Cipru) a fost forțat să formeze  o alianță cu AKEL bazată pe un program de acord: așa-numitul program de minime. Kyprianou a fost reales în alegerile prezidențiale din același an. El a fost spre deosebire de Glafcos Clerides, liderul Partidului Democrat de dreapta și Raliul Lyssarides Vassos al Partidului Socialist, EDEK.
Pana in 1985 AKEL nu a fost mulțumită cu politicile lui Kyprianou, în special poziția sa în cadrul negocierilor (a se vedea disputa pentru Cipru mai mult) și parteneriatul lor s-a prăbușit. AKEL și-a găsit un nou candidat pentru noi alegeri în anul 1988, George Vasiliou care a reușit să ajungă la al doilea tur al alegerilor, împreună cu Klerides Glafkos, Kyprianou nu a primit suficiente voturi. Cu sprijinul EDEK, al cărui candidat Vasos Lyssaridis nu s-a descurcat  foarte bine în prima rundă, Vasiliou a câștigat al doilea tur.
În timp ce Partidul  Democrat il sprijinea pe  Vasiliou în negocierea  ideilor fixate de Ghali, și cum se apropiau alegerile din 1993 au inceput să il critice pe Vasiliou pentru că nu cererea  nu era suficientă. În același timp, un parteneriat al Partidului Democrat a lui Kyprianou și EDEK Lyssaridis a respins spiritul ideilor Ghali și a afirmat că atât Vasiliou și Klerides au fost la fel de dispuși să facă un compromis. Parteneriatul a fost puternic susținut de către Biserică și candidatul său a fost Paschalis Paschalidis.
Paschalidis nu s-a descurcat  la doilea tur de scrutin, cu toate acestea, Partidul Democrat a făcut o înțelegere cu Klerides l-au susținut. Astfel Klerides a fost ales în 1993, învingându-l pe George Vassiliou, care a fugit din nou ca un candidat independent sprijinit de AKEL și ADISOK, formând un guvern cu membrii din ambele partide.
Principala problemă a campaniei electorale 1998 a fost achiziționarea de rachete antiaeriene S-300 din Rusia. Klerides a fost susținut de EDEK întrucât Partidul Democrat și AKEL l-au sprijinitpe  George Iacovou, fostul ministru în in timpul guvernării lui Kyprianou și Vasiliou. Klerides a câștigat alegerile
Pentru alegerile din 2003 liderul EDEK Yiannakis Omirou ș-a declarat el însuși candidat și anunarea  democratică inițial îl susținuse. Datorită cursul negocierilor Clerides a cerut să rămână președinte pentru un alt cuplu de ani, asa ca adunarea democratică l-a  susținuse. Acest lucru a făcut rândul său, EDEK pentru  coaliția de opoziție deja formate între AKEL și Partidul Democrat. Liderul acesteia din urmă, Tassos Papadopoulos, a fost ales ca  candidat. Între timp, procurorul general Alekos Markides nu a fost de acord cu partidul său, Raliul Democrat și a participat ca un candidat independent. Papadopoulos a castigat din primul tur.

## Alegerea Parlamentului
Alegerile parlamentare din 1960 au fost contestate de către trei părți și un număr de candidați independenți. De dreapta Frontul Patriot a câștigat 30 de locuri, de stânga AKEL a câștigat cinci locuri în timp ce Uniunea Pancyprian de Fighters nu a câștigat nici un loc. Alegerile parlamentare n-au avut loc în 1965 din cauza tensiunii intercomunitare în vigoare
Cinci partide au contestat alegeriel din 5 iulie 1970. Trei dintre acestea, Partidul Unificat, Frontul Progresiv, iar opoziția Partidului Național Democrat, au fost de dreapta,Uniunea Democrată de Centru (EDEK), de centru și de altă parte, AKEL, de stânga
Alocarea de locuri a fost, după cum urmează:
- Partidul Unificat   15
- AKEL                9
- Frontul Progresist  7
- EDEK                2
- Independenți        2

Al treilea tur de alegeri parlamentare a avut loc la 5 septembrie 1976, la doi ani după invazia turcă. Acesta a fost contestată de către Adunarea Democrat, Frontul Democrat (Partidul Democrat), gruparea socialistă AKEL și EDEK de stânga. Adunarea  Democrată de dreapta a primit aproximativ 26% din voturi, dar din cauza unei coaliții a conspirat împotriva sa, a plecat cu nici un deputat.
Alocarea de locuri a fost, după cum urmează:
- Frontul Democratic 21
- AKEL               9
- EDEK               4
- Independenti       1

În toate alegerile parlamentare de mai sus, sistemul electoral majoritar a fost folosit.
Al patrulea scrutin parlamentar a avut loc pe 24 mai 1981. Alegerile au fost contestate de adunarea democrată de dreapta, Partidul Democrat central, Noul Front Democrat și Uniunea de Centru, adunarea socialistă AKEL și adunarea de stânga  EDEK  și PAME.
Alocarea de locuri a fost, după cum urmează:
- AKEL                  12
- Adunarea Democratică  12
- Partidul Democrat     8
- EDEK                  3

În alegerile de mai sus, un tip de sistem proporțional cu prag a fost utilizată
Al cincilea scrutin de alegeri parlamentare a avut loc pe 8 decembrie 1985. După o lege adoptată de Camera Reprezentanților numărul de locuri alocate pentru comunitatea cipriotă greacă a fost crescut de la  35 la 56. Numărul de locuri pentru comunitatea ciprioteă turcă  a fost ridicată de la 15 la 24
Alegerile au fost contestate de patru partide - Adunarea Democratică de dreapta, Partidul Democrat Central, adunarea socialistă EDEK și adunarea de stânga AKEL, precum și candidații independenți
Alocarea de locuri a fost, după cum urmează:
- Adunarea Democrată 19
- Partitul Democrat  16
- AKEL               15
- EDEK               6
- Independenti       0

Vassos Lyssarides, lider al Partidului Socialist EDEK, a fost ales președinte al casei. Candidatura sa a fost susținută de partidul său și de Partidul Democrat
Alegerile parlamentare sasea a avut loc la 19 mai 1991They au fost contestate de către părți următoarele grupări politice sau de partid - Partidul Democrat  în coaliție cu Partidul Liberal, Partidul Democrat, Partidul Socialist EDEK, gruparea de stanga AKEL, Partidul Noilor Forțe și  de două partide noi Mișcarea pentru Refugiați (PAKOP) și Stânga Reformată (ADISOK), un grup de aschie al  AKEL.
Alocarea de locuri a fost, după cum urmează:
- Alința partidul Democrat – Partidul Liberal 20
- AKEL  și Partidul Noilor Forțe              18
- Partidul Democratic                         11
- EDEK                                         7
- Altele                                       0

Alexis Galanos (Partidul Democrat) a fost ales președintele  casei cu votul comun al Partidului Democrat și Adunarea Democrată - Liberalii  de coaliție
Al saptele tur de scrutin a avut  loc la 26 mai 1996. El  s-a desfășurat în cadrul unui sistem recent adoptat de reprezentare proporțională, dacă  o parte primește 1 / 56 din voturile valabile  sau (1,79%) s-a ales un membru al casei. Noului sistem de vot a încurajat participarea mai multor partide în alegeri. Următoarelor partide politice au luat parte la alegerile din 1996 - coaliția Adunarea  Democrată - Partidul Liberal, Noi Orizonturi, Partidul Democrat, Mișcarea liberilor democraților (Fostului președinte Vassiliou), Mișcarea Ecologistă, Partidul Socialist EDEK, Noua Stângă(ADISOK) și AKEL-Noua Partidul Forțelor
Spyros Kyprianou a fost ales președinte al casei
Alocarea de locuri a fost, după cum urmează
- Coaliția Democratic - Liberală  20
- AKEL – Noile Forțe              19
- Partidul Democrat               10
- EDEK- partidul Socialist         5
- Democrații Liberi                2
- Alții                            0